# Ottavio Serena
Ottavio Serena (Altamura, 18 agosto 1837 – Roma, 7 gennaio 1914) è stato un magistrato, prefetto, politico e storico italiano. È molto noto nella sua città natale Altamura anche per la sua intensa attività di storico locale. Nei suoi numerosi scritti ha dimostrato notevole spirito critico, soprattutto nell'analisi stioriografica di fatti storici come ad esempio la Rivoluzione altamurana (1799), e in molti casi le conclusioni delle sue indagini storiografiche restano valide ancora oggi. Il suo contributo e le testimoninanze da lui raccolte hanno consentito di far luce su alcune vicende storiche (come, ad esempio, l'uccisione di Giovanni Firrao) e su toponimi leggendari (I toponimi Petilia e Altilia).
Inoltre uno dei suoi meriti è stato anche quello di aver promosso la realizzazione dell'Acquedotto pugliese, che egli considerava essenziale per il territorio.
Nel 2015 è stata restaurata anche la cappella monumentale dei baroni Serena, situata all'interno del cimitero ottocentesco di Altamura. Il restauro è stato organizzato dai Lions Club Altamura Host ed è stata celebrata anche una cerimonia, svolta all'interno della sala consiliare del Comune di Altamura, durante la quale le chiavi della cappella sono state consegnate al suo discendente omonimo Ottavio Serena, residente a New York, e alla sua famiglia. Il restauro ha riguardato tutti gli elementi della cappella monumentale dei Serena, dal piano terra fino al tetto, con il restauro anche dello stemma e del nome Serena.

## Biografia
Ottavio Serena nacque ad Altamura il 18 agosto 1837 da una nobile famiglia altamurana. Suo padre era Gennaro Serena, mentre sua madre si chiamava Emilia Giannuzzi. La famiglia nobile dei Serena ha origini antichissime, e si presume sia originaria di Monte Sant'Angelo, ma si trasferì in seguito a Foggia. Nella persona del capostipite, Milite Francesco Serena, la famiglia possedeva il feudo di Lapigio già nel 1407 con controllo dei vassalli e con piena giurisdizione, come risulta da un diploma della regina Giovanna II di Napoli.
Ottavio Serena si laureò in giurisprudenza e in lettere e filosofia; agli inizi della sua carriera si occupò del riordino della Pubblica Istruzione di quello che allora era il Regno delle Due Sicilie su richiesta di Saverio Baldacchini.
Durante il Risorgimento fu un rivoluzionario, ma, avendo dedicato la sua vita allo studio, non impugnò mai le armi e non si diede mai alla violenza, a differenza di molti suoi coetanei. Cionondimeno non fu da meno nella lotta, cospirando sotto l'occhio vigile e sospettoso della polizia borbonica e fu uno dei segretari del governo provvisorio istituito ad Altamura, mentre a pochi passi della città vi era un corposo contingente dell'esercito borbonico guidato dal generale Flores.
Dopo l'Unità d'Italia fu trasferito a Torino, ove lavorò come segretario del ministro Francesco De Sanctis. Cominciò nel frattempo ad affacciarsi sempre più alla politica. Nel 1870 venne eletto consigliere provinciale di Bari, mentre nel 1874 venne eletto alla Camera dei Deputati del Regno d'Italia.
Nel 1888 fu nominato prefetto di Pavia, mentre nel 1889 prefetto di Lecce. Nel 1898 fu eletto senatore del Regno d'Itala. Nella sua lunga vita, fu anche magistrato, presidente del Consiglio di Stato, prima decurione (1860) e successivamente sindaco della città di Altamura (1871-1875) e fu eletto sette volte come deputato oppure senatore. Dopo un'intensa vita dedicata alla politica e alla storia della sua città natale, Serena si spense il 7 gennaio 1914 dopo tre anni di lotta contro una malattia.

## Matrimonio e figli
Ottavio Serena ha avuto cinque figli:
- Gennaro Serena, nato a Napoli il 16 agosto 1867 e sposato il 30 dicembre 1891 con Giuseppina Garzia (ha avuto un figlio di nome Ottavio, nato ad Altamura il 29 aprile 1894);
- Francesco Serena, nato a Napoli il 23 marzo 1897
- Nicola Serena, nato ad Altamura il 22 maggio 1875;
- Maria Serena;
- Emilia Serena;
- Irene Serena.[6]

## Carriera

### Prefetto
- Prefetto di Pavia (11 novembre 1888)
- Prefetto di Lecce (24 agosto 1890)
- Consigliere di Stato (1º giugno 1891)
- Presidente di sezione del Consiglio di Stato (26 settembre 1907-16 agosto 1912)
- Presidente onorario del Consigliere di Stato (16 agosto 1912)[7].

### Cariche politico-amministrative
- Decurione del Comune di Altamura (30 luglio 1860)
- Membro della Deputazione provinciale di Bari (1871-1875)
- Consigliere provinciale di Bari (luglio 1870) per il mandamento di Altamura
- Consigliere comunale di Altamura (aprile 1871)
- Segretario del Governo provvisorio della provincia di Bari (agosto-settembre 1860)
- Presidente del Consiglio provinciale di Bari (12 agosto 1886) (9 agosto 1887) (agosto 1888)

### Altri incarichi
- Segretario del ministro della pubblica istruzione Francesco De Sanctis (22 marzo 1861-3 marzo 1862)
- Segretario del Consiglio dell'istruzione pubblica di Napoli
- Segretario presso il Ministero della pubblica istruzione (1862)
- Segretario della Scuola d'applicazione per gli ingegneri di Napoli (1864-1867)
- Provveditore onorario agli studi ed ispettore scolastico del circondario di Altamura (24 novembre 1867)
- Commissario straordinario del comune di Altamura (5 febbraio 1871)
- Commissario straordinario del comune di Barletta (20 agosto 1873)
- Socio onorario della Società operaia di Alberobello (1879)
- Socio onorario della Società operaia di Lucera (15 dicembre 1887)
- Socio onorario del Fascio operaio di Lucera (27 dicembre 1887)
- Presidente onorario della Società operaia di Lecce (14 gennaio 1891)
- Membro del Consiglio dell'industria e del commercio (novembre 1894)
- Commissario straordinario del comune di Napoli (1º aprile-24 agosto 1896)
- Membro onorario del Consiglio per gli archivi (20 gennaio 1901), poi effettivo (16 febbraio 1902)
- Giudice del tribunale di guerra e marina (30 ottobre 1902)
- Presidente della Commissione di inchiesta per il Ministero della pubblica istruzione (8 marzo 1908)
- Membro della Commissione per le riforme alla giustizia amministrativa (25 luglio 1910)
- Socio dell'Associazione della stampa periodica (2 febbraio 1878)
- Membro della Società geografica italiana (15 marzo 1881)
- Socio fondatore della Deputazione provinciale di storia patria per la Puglia

## Opere
- Ottavio Serena, Per i nuovi fanali a luce elettrica: ode, Napoli, Stamperia del Vaglio, 1855.
- Ottavio Serena, A Saverio Baldacchini questi versi dedica l'autore con la speranza di ricever da lui maestro nella divina arte della poesia consigli e conforto, Napoli, Stamperia del Fibreno, 1856?.
- Ottavio Serena, Su una monografia della città di Altamura: poche osservazioni, Napoli, 1859.
- Ottavio Serena, Delle scuole altamurane e di alcune domande e proposte del Sindaco della città di Altamura, Napoli, Tipografia de' Fratelli de Angelis, 1861.
- Ottavio Serena, Versi, Napoli, Cav. Gaetano Nobile Tipografo-Editore, 1861?. (copia autografata dall'autore, con scritto: "All'egregio conte Cavagna di S. Giuliani- omaggio dell'autore" e conservato nella biblioteca dell'Università dell'Illinois)
- Ottavio Serena, Della città di Amantea e principalmente delle sue nobili famiglie, Napoli, Stamperia della Regia Università, 1867.
- Ottavio Serena, Alcuni fatti della rivoluzione del 1799 (lettera del 1862 ad Alexandre Dumas padre), Napoli, Tipografia del Giornale di Napoli (strada Forno vecchio, 2), 1867.
- Ottavio Serena, Relazione del cav. Ottavio Serena regio delegato straordinario alla amministrazione comunale di Barletta nella seduta del 29 novembre 1873, Barletta, Tipografia Municipale V. Vecchi, 1874.
- Ottavio Serena, Della strada comunale obbligatoria Altamura per Ruvo. Relazione letta al consiglio comunale di Altamura nella tornata del 10 febbraio 1876 dal consigliere Ottavio Serena, Matera, Tipografia Conti, 1876.
- Ottavio Serena, La Terraggiera dovuta al comune di Altamura e le usurpazioni ai terreni demaniali del Garagnone: documenti, Altamura, Tipografia del Nuovo Incoraggiamento, 1876.
- Ottavio Serena, In morte del senatore cav. Giuseppe Antonacci. Parole pronunziate il dì 23 ottobre 1877 all'associazione costituzionale di Terra di Bari dal comm. Ottavio Serena, Trani, Tipografia Fratelli Fusco, 1877.
- Ottavio Serena, La ferrovia Candela-Gioia. Memoria scritta per incarico della giunta municipale di Gioia del Colle dal comm. Ottavio Serena, Altamura, Tipografia Leggieri, 1878.
- Ottavio Serena, Commemorazione del re Vittorio Emanuele II fatta in Bari nel teatro Piccinni a di 10 marzo 1878, Barletta, Tipografia V. Vecchi e soci, 1878.
- Ottavio Serena, Della consuetudine dotale della città di Altamura, Trani, 1880.
- Ottavio Serena, Per lo scoprimento della statua di Massimo D'Azeglio: discorso pronunziato in Barletta il da 17 ottobre 1880 da Ottavio Serena, Barletta, Tipografia Vecchi, 1880?.
- Ottavio Serena, Discorso del deputato Ottavio Serena pronunziato il giorno 9 gennaio 1881 nel teatro comunale di Gioia dal Colle, Altamura, Tipografia e Cartoleria Leggieri, 1881.
- Ottavio Serena, Commemorazione del generale Giuseppe Garibaldi il giorno 17 giugno 1882 in Barletta, Barletta, Tipografia Vecchi, 1882.
- Ottavio Serena, La questione dei ratizzi sulle rendite delle opere Pie nelle provincie meridionali, V. Vecchi, 1885.
- Ottavio Serena, Sulla legge del riordinamento dell'imposta fondiaria. Discorso del deputato Ottavio Serena pronunciato alla Camera dei deputati nella tornata del 30 novembre 1885, Roma, Tipografia della Camera dei Deputati, 1885.
- Ottavio Serena, Delle origini e degli obblighi della fabbriceria dell'Assunta di Altamura: relazione di Ottavio Serena, Altamura, Tipografia Leggieri, 1887.
- Ottavio Serena, Di un'antica Università di Studi nelle Puglie. Memorie storiche pubblicate nel 1884 ed ora dall'autore rivedute e corrette, Altamura, Tipografia Leggieri, 1887.
- Ottavio Serena, Una lapide del 1316, Trani, Tipografia Vecchi, 1887.
- Ottavio Serena, Discorso pronunciato dal deputato Serena nella tornata del 27 febbraio 1888, Roma, Tipografia della Camera dei Deputati, 1888.
- Ottavio Serena, Discorso del comm. Ottavio Serena prefetto di Pavia all'apertura della sessione straordinaria 12 marzo 1889 del consiglio Provinciale pubblicato per deliberazione del consiglio medesimo, Pavia, Stabilimento Tipo-Litografico Successori Marelli, 1889.
- Ottavio Serena, Discorso del comm. Ottavio Serena all'apertura della sessione straordinaria [del] 27 dicembre 1890 del consiglio provinciale pubblicato per deliberazione del consiglio medesimo, Lecce, Tipografia Scipione Ammirato, 1891.
- Ottavio Serena, I musicisti altamurani. Notizie raccolte e pubblicate da Ottavio Serena in occasione del centenario di Saverio Mercadante, Altamura, Tipografia Fratelli Portoghese, 1895.
- Ottavio Serena, Per Ruggero Bonghi. In memoria, Sansevero, Tipografia V. De Girolamo, 1895.
- Ottavio Serena, Relazione del R. commissario straordinario Ottavio Serena, deputato al parlamento e consigliere di stato, al Consiglio Comunale di Napoli, Napoli, Giannini e figli, 1896.
- Ottavio Serena, Discorsi del senatore Ottavio Serena pronunciati in Senato nella tornata del 9 luglio 1898, Roma, Forzani e C. Tipografia del Senato, 1898.
- Ottavio Serena, Altamura nel 1799: documenti e cronache inedite, Altamura, Tipografia Fratelli Pansini, 1899.
- Ottavio Serena, Altamura (1734-1737), Trani, Tipografia Vecchi, 1900.
- Ottavio Serena, Completamento del progetto tecnico dell'Acquedotto pugliese. Discorso del senatore Serena pronunciato in Senato nella tornata del 3 maggio 1901, Roma, Forzani e C. tipografi del Senato, 1901.
- Ottavio Serena, La chiesa di Altamura: la serie dei suoi prelati e le sue iscrizioni, V. Vecchi, 1902.
- Ottavio Serena, Storia di Altamura (rimasto incompiuto, contenuto in Storie inedite della città di Altamura (1985) di T. Berloco)[collegamento interrotto].